# 吴奇伟故居棣莒萼楼
吴奇伟故居棣莒萼楼，位于中国广东省梅州市大埔县湖寮镇密坑村，为梅州市大埔县的一个县级文物保护单位，类型为近现代重要史迹及代表性建筑，公布时间为2005年。
吴奇伟故居棣莒萼楼的历史年代为民国三十二年（1943）。